# Château de Hanzinelle
Le château de Hanzinelle est un château située en Wallonie dans le village belge de Hanzinelle faisant partie de la commune de Florennes.

## Historique
Le château de Hanzinelle, originairement Ry Massart, est construit par l'architecte Jean-Baptiste Chermanne pour le compte du maître de forges Joseph-Dieudonné Puissant. À la suite du décès du dernier descendant de Joseph Puissant, le domaine passe à son neveu, le baron de Wacken.
Émile Pirmez, frère de l'écrivain Octave Pirmez et père du baron Maurice Pirmez. Devenu veuve, Mme Pirmez, fille de Frédéric Fortamps, embelli le domaine.
En 1978, sont signés au château de Hanzinelle, alors propriété du baron Fallon, les accords d'Hanzinelle, premiers accords - et première intervention publique dans ce domaine - visant à restructurer la sidérurgie wallonne. Ils finirent par déboucher sur l'unification de celle de Charleroi et de Liège qui prit le nom de Cockerill-Sambre.